# FC TVD Slavičín
FC TVD Slavičín (celým názvem: Football Club Technické výrobní družstvo Slavičín) je český fotbalový klub, který sídlí ve Slavičíně ve Zlínském kraji. Založen byl 23. května 1935. V 70. a 80. letech vystupoval jako TJ VS (Vlárské strojírny) Slavičín. Od ročníku 2011/2012 je účastníkem Moravsko-Slezské Divize, od sezony 2017/2018 je účastníkem skupiny „E“ (4. nejvyšší soutěž). Klubové barvy jsou modrá a černá.
Své domácí zápasy odehrává na stadionu FC TVD Slavičín s kapacitou 3 000 diváků.

## Úspěchy
K největším úspěchům klubu patří vítězství v Divizi E v sezoně 2008/09 a následné dvouleté účinkování ve 3. nejvyšší soutěži (2009/10 a 2010/11). V letech 1978 – 1981 byli slavičínští dorostenci účastníky 1. celostátní ligy.

## Pohárová překvapení
Slavičínští na sebe třikrát upozornili v Poháru ČMFS vyřazením prvoligových celků v ročnících 2004/05, 2010/11 a 2015/16: ve středu 6. října 2004 po remíze 0:0 uspěli v penaltovém rozstřelu (8:7) proti Zbrojovce Brno a v úterý 14. září 2010 taktéž po remíze 0:0 zvládli penaltový rozstřel (5:4) proti Baníku Ostrava.
V sobotu 29. srpna 2015 dokázali porazit prvoligové 1. FC Slovácko už po devadesáti minutách 2:0 brankami Vojtěcha Kaluse a Pavla Elšíka.

## Sponzor klubu
Hlavním sponzorem klubu, po němž nese i název, je TVD – Technická výroba, a.s. (dříve Technické výrobní družstvo – vůbec první soukromá společnost, která vznikla v Československu po listopadu 1989, konkrétně 4. 12. 1989)

## Umístění v jednotlivých sezonách
Stručný přehled
Zdroj: 
- 1960–1966: Okresní přebor Gottwaldovska
- 1966–1968: I. B třída Jihomoravské oblasti – sk. C
- 1968–1969: Okresní přebor Gottwaldovska
- 1969–1970: I. B třída Středomoravské župy – sk. D
- 1970–1971: I. A třída Středomoravské župy – sk. B
- 1971–1972: Středomoravský župní přebor
- 1972–1974: I. A třída Jihomoravského kraje – sk. C
- 1974–1977: Jihomoravský krajský přebor
- 1977–1979: I. A třída Jihomoravského kraje – sk. C
- 1979–1983: I. A třída Jihomoravského kraje – sk. B
- 1983–1986: Jihomoravská krajská soutěž I. třídy – sk. F
- 1986–1987: I. B třída Jihomoravského kraje – sk. D
- 1987–1991: I. A třída Jihomoravského kraje – sk. B
- 1991–1992: Středomoravský župní přebor
- 1992–2006: Divize D
- 2006–2010: Divize E
- 2010–2011: Moravskoslezská fotbalová liga
- 2011–2016: Divize E
- 2016–2017: Divize D
- 2017– : Divize E

Jednotlivé ročníky
Zdroj: 
Legenda: Z - zápasy, V - výhry, R - remízy, P - porážky, VG - vstřelené góly, OG - obdržené góly, +/- - rozdíl skóre, B - body, červené podbarvení - sestup, zelené podbarvení - postup, fialové podbarvení - reorganizace, změna skupiny či soutěže
| Československo (1960 – 1993) |                                              |        |    |    |    |    |    |    |     |    |        |
| Sezóny                       | Liga                                         | Úroveň | Z  | V  | R  | P  | VG | OG | +/- | B  | Pozice |
| 1960/61                      | Okresní přebor Gottwaldovska                 | 5      | 26 | 13 | 4  | 9  | 69 | 67 | +2  | 30 | 4.     |
| 1961/62                      | Okresní přebor Gottwaldovska                 | 5      | 22 | 7  | 4  | 11 | 33 | 56 | −23 | 18 | 10.    |
| 1962/63                      | Okresní přebor Gottwaldovska                 | 5      | 22 | 7  | 5  | 10 | 40 | 51 | −11 | 19 | 8.     |
| 1963/64                      | Okresní přebor Gottwaldovska                 | 6      | 26 | 13 | 4  | 9  | 57 | 58 | −1  | 30 | 7.     |
| 1964/65                      | Okresní přebor Gottwaldovska                 | 6      | 22 | 10 | 4  | 8  | 35 | 33 | +2  | 24 | 6.     |
| 1965/66                      | Okresní přebor Gottwaldovska                 | 7      | 22 | 14 | 3  | 5  | 70 | 32 | +38 | 31 | 1.     |
| 1966/67                      | I. B třída Jihomoravské oblasti – sk. C      | 6      | 22 | 8  | 4  | 10 | 42 | 44 | −2  | 20 | 9.     |
| 1967/68                      | I. B třída Jihomoravské oblasti – sk. C      | 6      | 26 | 7  | 5  | 14 | 39 | 59 | −20 | 19 | 14.    |
| 1968/69                      | Okresní přebor Gottwaldovska                 | 7      | 26 | 14 | 5  | 7  | 54 | 39 | +15 | 33 | 4.     |
| 1969/70                      | I. B třída Středomoravské župy – sk. D       | 7      | 22 | 11 | 6  | 5  | 37 | 42 | −5  | 28 | 4.     |
| 1970/71                      | I. A třída Středomoravské župy – sk. B       | 6      | 26 | 19 | 4  | 3  | 62 | 29 | +33 | 42 | 1.     |
| 1971/72                      | Středomoravský župní přebor                  | 5      | 26 | 11 | 5  | 10 | 38 | 31 | +7  | 27 | 8.     |
| 1972/73                      | I. A třída Jihomoravského kraje – sk. C      | 6      | 26 | 13 | 5  | 8  | 44 | 33 | +11 | 31 | 3.     |
| 1973/74                      | I. A třída Jihomoravského kraje – sk. C      | 6      | 26 | 16 | 5  | 5  | 68 | 31 | +37 | 37 | 1.     |
| 1974/75                      | Jihomoravský krajský přebor                  | 5      | 30 | 12 | 10 | 8  | 47 | 42 | +5  | 32 | 3.     |
| 1975/76                      | Jihomoravský krajský přebor                  | 5      | 30 | 9  | 11 | 10 | 28 | 33 | −5  | 29 | 12.    |
| 1976/77                      | Jihomoravský krajský přebor                  | 5      | 30 | 9  | 4  | 17 | 35 | 50 | −15 | 22 | 15.    |
| 1977/78                      | I. A třída Jihomoravského kraje – sk. C      | 5      | 26 | 13 | 3  | 10 | 43 | 29 | +14 | 29 | 4.     |
| 1978/79                      | I. A třída Jihomoravského kraje – sk. C      | 5      | 26 | 12 | 9  | 5  | 44 | 21 | +23 | 33 | 2.     |
| 1979/80                      | I. A třída Jihomoravského kraje – sk. B      | 5      | 30 | 12 | 8  | 10 | 48 | 43 | +5  | 32 | 5.     |
| 1980/81                      | I. A třída Jihomoravského kraje – sk. B      | 5      | 30 | 9  | 10 | 11 | 49 | 43 | +6  | 28 | 8.     |
| 1981/82                      | I. A třída Jihomoravského kraje – sk. B      | 6      | 29 | 12 | 5  | 12 | 32 | 35 | −3  | 29 | 8.     |
| 1982/83                      | I. A třída Jihomoravského kraje – sk. B      | 6      | 30 | 9  | 8  | 13 | 30 | 55 | −25 | 26 | 11.    |
| 1983/84                      | Jihomoravská krajská soutěž I. třídy – sk. F | 6      | 26 | 12 | 5  | 9  | 37 | 32 | +5  | 29 | 5.     |
| 1984/85                      | Jihomoravská krajská soutěž I. třídy – sk. F | 6      | 26 | 9  | 7  | 10 | 27 | 33 | −6  | 25 | 9.     |
| 1985/86                      | Jihomoravská krajská soutěž I. třídy – sk. F | 6      | 26 | 12 | 7  | 7  | 41 | 37 | +4  | 31 | 4.     |
| 1986/87                      | I. B třída Jihomoravského kraje – sk. D      | 7      | 26 | 18 | 1  | 7  | 73 | 34 | +39 | 37 | 1.     |
| 1987/88                      | I. A třída Jihomoravského kraje – sk. B      | 6      | 26 | 10 | 5  | 11 | 42 | 38 | +4  | 25 | 10.    |
| 1988/89                      | I. A třída Jihomoravského kraje – sk. B      | 6      | 26 | 11 | 4  | 11 | 43 | 44 | −1  | 26 | 6.     |
| 1989/90                      | I. A třída Jihomoravského kraje – sk. B      | 6      | 26 |    |    |    |    |    |     |    |        |
| 1990/91                      | I. A třída Jihomoravského kraje – sk. B      | 6      | 26 |    |    |    |    |    |     |    |        |
| 1991/92                      | Středomoravský župní přebor                  | 5      | 26 | 20 | 4  | 2  | 71 | 21 | +50 | 44 | 1.     |
| 1992/93                      | Divize D                                     | 4      | 30 | 10 | 7  | 13 | 40 | 45 | −5  | 27 | 12.    |
| Česko (1993 – )              |                                              |        |    |    |    |    |    |    |     |    |        |
| Sezóna                       | Liga                                         | Úroveň | Z  | V  | R  | P  | VG | OG | +/- | B  | Pozice |
| 1993/94                      | Divize D                                     | 4      | 30 | 13 | 6  | 11 | 38 | 40 | −2  | 32 | 5.     |
| 1994/95                      | Divize D                                     | 4      | 30 | 10 | 9  | 11 | 35 | 43 | −8  | 39 | 8.     |
| 1995/96                      | Divize D                                     | 4      | 30 | 10 | 7  | 13 | 37 | 46 | −9  | 37 | 12.    |
| 1996/97                      | Divize D                                     | 4      | 30 | 8  | 7  | 15 | 35 | 63 | −28 | 31 | 14.    |
| 1997/98                      | Divize D                                     | 4      | 30 | 11 | 6  | 13 | 47 | 55 | −8  | 39 | 9.     |
| 1998/99                      | Divize D                                     | 4      | 30 | 12 | 8  | 10 | 40 | 38 | +2  | 44 | 4.     |
| 1999/00                      | Divize D                                     | 4      | 30 | 13 | 8  | 9  | 47 | 29 | +18 | 47 | 6.     |
| 2000/01                      | Divize D                                     | 4      | 30 | 13 | 3  | 14 | 49 | 51 | −2  | 42 | 7.     |
| 2001/02                      | Divize D                                     | 4      | 30 | 12 | 9  | 9  | 47 | 45 | +2  | 45 | 6.     |
| 2002/03                      | Divize D                                     | 4      | 30 | 10 | 3  | 17 | 38 | 65 | −27 | 33 | 13.    |
| 2003/04                      | Divize D                                     | 4      | 30 | 13 | 7  | 10 | 47 | 36 | +11 | 46 | 5.     |
| 2004/05                      | Divize D                                     | 4      | 30 | 15 | 6  | 9  | 53 | 41 | +12 | 51 | 5.     |
| 2005/06                      | Divize D                                     | 4      | 30 | 12 | 7  | 11 | 40 | 33 | +7  | 43 | 7.     |
| 2006/07                      | Divize E                                     | 4      | 30 | 14 | 6  | 10 | 64 | 34 | +30 | 48 | 5.     |
| 2007/08                      | Divize E                                     | 4      | 30 | 13 | 10 | 7  | 64 | 33 | +31 | 49 | 3.     |
| 2008/09                      | Divize E                                     | 4      | 30 | 19 | 6  | 5  | 69 | 29 | +40 | 63 | 1.     |
| 2009/10                      | Moravskoslezská fotbalová liga               | 3      | 28 | 12 | 5  | 11 | 27 | 32 | −5  | 41 | 8.     |
| 2010/11                      | Moravskoslezská fotbalová liga               | 3      | 28 | 2  | 7  | 19 | 17 | 61 | −44 | 13 | 15.    |
| 2011/12                      | Divize E                                     | 4      | 30 | 10 | 5  | 15 | 50 | 46 | +4  | 35 | 12.    |
| 2012/13                      | Divize E                                     | 4      | 30 | 11 | 7  | 12 | 49 | 52 | −3  | 40 | 8.     |
| 2013/14                      | Divize E                                     | 4      | 30 | 14 | 7  | 9  | 43 | 37 | +6  | 49 | 3.     |
| 2014/15                      | Divize E                                     | 4      | 30 | 16 | 6  | 8  | 53 | 39 | +14 | 54 | 3.     |
| 2015/16                      | Divize E                                     | 4      | 30 | 15 | 8  | 7  | 50 | 31 | +19 | 53 | 3.     |
| 2016/17                      | Divize D                                     | 4      | 30 | 13 | 9  | 8  | 39 | 24 | +15 | 48 | 4.     |
| 2017/18                      | Divize E                                     | 4      | 30 | 15 | 5  | 10 | 62 | 42 | +20 | 50 | 7.     |
| 2018/19                      | Divize E                                     | 4      | 30 | 20 | 5  | 5  | 68 | 35 | +33 | 65 | 1.     |
| 2019/20                      | Divize E                                     | 4      | 13 | 9  | 2  | 2  | 39 | 10 | +29 | 29 | 2.     |
| 2020/21                      | Divize E                                     | 4      | 9  | 7  | 0  | 2  | 22 | 8  | +14 | 21 | 1.     |
| 2021/22                      | Divize E                                     | 4      | 26 | 9  | 6  | 11 | 42 | 53 | −11 | 33 | 9.     |
| 2022/23                      | Divize E                                     | 4      | 26 | 18 | 1  | 7  | 52 | 32 | +20 | 55 | 2.     |
| 2023/24                      | Divize E                                     | 4      | 30 | 13 | 4  | 13 | 46 | 59 | -13 | 43 | 6.     |
| 2024/25                      | Divize E                                     | 4      | 28 | 8  | 3  | 17 | 37 | 51 | -14 | 27 | 12.    |

Poznámky:
- 1981/82: Chybí výsledek posledního zápasu.[40]
- 2019/20: Z důvodu pandemie covidu-19 v Česku byl tento ročník z rozhodnutí FAČR ukončen po třinácti odehraných kolech.[54]
- 2020/21: Tento ročník byl ukončen předčasně z důvodu pandemie covidu-19 v Česku.

## FC TVD Slavičín „B“
FC TVD Slavičín  „B“ byl rezervní tým Slavičína, který hrál od sezony 2012/13 do sezony 2021/22 I. B třídu Zlínského kraje (7. nejvyšší soutěž). Největšího úspěchu dosáhl v sezoně 2011/12, kdy se v I. A třídě Zlínského kraje (6. nejvyšší soutěž) umístil na 13. místě. B-mužstvo bylo zrušeno po skončení ročníku 2021/22. Slavičínský B-tým byl znovuobnoven před sezonou 2025/26, a byl zařazen do nejnižší soutěže.

### Umístění v jednotlivých sezonách
Stručný přehled
Zdroj: 
- 2003–2004: Okresní soutěž Zlínska – sk. C
- 2004–2008: Okresní přebor Zlínska
- 2008–2011: I. B třída Zlínského kraje – sk. B
- 2011–2012: I. A třída Zlínského kraje – sk. B
- 2012–2013: I. B třída Zlínského kraje – sk. A
- 2013–2018: I. B třída Zlínského kraje – sk. B
- 2018–2022: I. B třída Zlínského kraje – sk. A
- 2022–2025: žádná soutěž
- od 2025: IV. třída okresu Zlín (10. liga) – sk. B

Jednotlivé ročníky
Zdroj: 
Legenda: Z - zápasy, V - výhry, R - remízy, P - porážky, VG - vstřelené góly, OG - obdržené góly, +/- - rozdíl skóre, B - body, červené podbarvení - sestup, zelené podbarvení - postup, fialové podbarvení - reorganizace, změna skupiny či soutěže
| Česko (2003 – 2022) |                                    |                              |                              |                              |                              |                              |                              |                              |                              |                              |                              |
| Sezóny              | Liga                               | Úroveň                       | Z                            | V                            | R                            | P                            | VG                           | OG                           | +/-                          | B                            | Pozice                       |
| 2003/04             | Okresní soutěž Zlínska – sk. C     | 9                            | 22                           | 17                           | 1                            | 4                            | 72                           | 30                           | +42                          | 52                           | 1.                           |
| 2004/05             | Okresní přebor Zlínska             | 8                            | 26                           | 10                           | 4                            | 12                           | 48                           | 54                           | −6                           | 34                           | 10.                          |
| 2005/06             | Okresní přebor Zlínska             | 8                            | 26                           | 11                           | 2                            | 13                           | 47                           | 63                           | −16                          | 35                           | 6.                           |
| 2006/07             | Okresní přebor Zlínska             | 8                            | 26                           | 10                           | 5                            | 11                           | 50                           | 53                           | −3                           | 35                           | 10.                          |
| 2007/08             | Okresní přebor Zlínska             | 8                            | 26                           | 16                           | 7                            | 3                            | 66                           | 25                           | +41                          | 55                           | 1.                           |
| 2008/09             | I. B třída Zlínského kraje – sk. B | 7                            | 26                           | 17                           | 1                            | 8                            | 78                           | 39                           | +39                          | 52                           | 2.                           |
| 2009/10             | I. B třída Zlínského kraje – sk. B | 7                            | 26                           | 15                           | 2                            | 9                            | 52                           | 40                           | +12                          | 47                           | 4.                           |
| 2010/11             | I. B třída Zlínského kraje – sk. B | 7                            | 26                           | 19                           | 5                            | 2                            | 71                           | 27                           | +44                          | 62                           | 1.                           |
| 2011/12             | I. A třída Zlínského kraje – sk. B | 6                            | 26                           | 6                            | 7                            | 13                           | 38                           | 57                           | −19                          | 25                           | 13.                          |
| 2012/13             | I. B třída Zlínského kraje – sk. A | 7                            | 26                           | 15                           | 5                            | 6                            | 67                           | 38                           | +29                          | 50                           | 2.                           |
| 2013/14             | I. B třída Zlínského kraje – sk. B | 7                            | 26                           | 8                            | 7                            | 11                           | 50                           | 47                           | +3                           | 31                           | 8.                           |
| 2014/15             | I. B třída Zlínského kraje – sk. B | 7                            | 26                           | 13                           | 2 / 2                        | 9                            | 51                           | 33                           | +18                          | 45                           | 2.                           |
| 2015/16             | I. B třída Zlínského kraje – sk. B | 7                            | 26                           | 10                           | 0 / 0                        | 16                           | 51                           | 66                           | −15                          | 30                           | 12.                          |
| 2016/17             | I. B třída Zlínského kraje – sk. B | 7                            | 26                           | 15                           | 0 / 3                        | 8                            | 54                           | 36                           | +18                          | 48                           | 4.                           |
| 2017/18             | I. B třída Zlínského kraje – sk. B | 7                            | 26                           | 12                           | 0 / 5                        | 9                            | 57                           | 48                           | +9                           | 41                           | 6.                           |
| 2018/19             | I. B třída Zlínského kraje – sk. A | 7                            | 26                           | 15                           | 2 / 0                        | 9                            | 78                           | 47                           | +31                          | 49                           | 3.                           |
| 2019/2020           | I. B třída Zlínského kraje – sk. A | 7                            | 13                           | 6                            | 1 / 0                        | 6                            | 26                           | 24                           | +2                           | 20                           | 8.                           |
| 2020/2021           | I. B třída Zlínského kraje – sk. A | 7                            | 9                            | 7                            | 0                            | 2                            | 24                           | 15                           | +9                           | 21                           | 2.                           |
| 2021/2022           | I. B třída Zlínského kraje – sk. A | 7                            | 26                           | 9                            | 5                            | 12                           | 57                           | 63                           | −6                           | 32                           | 8.                           |
| 2022–2025           | Klub nepřihlášen do soutěží.       | Klub nepřihlášen do soutěží. | Klub nepřihlášen do soutěží. | Klub nepřihlášen do soutěží. | Klub nepřihlášen do soutěží. | Klub nepřihlášen do soutěží. | Klub nepřihlášen do soutěží. | Klub nepřihlášen do soutěží. | Klub nepřihlášen do soutěží. | Klub nepřihlášen do soutěží. | Klub nepřihlášen do soutěží. |
| 2025/2026           | 10. liga (okresu Zlín) – sk. B     | 10                           |                              |                              |                              |                              |                              |                              |                              |                              |                              |

Poznámky:
- Od sezony 2014/2015 do sezony 2020/2021 se ve Zlínském kraji hrálo tímto způsobem: Pokud zápas skončil nerozhodně, kopal se penaltový rozstřel. Jeho vítěz bral 2 body, poražený pak jeden bod. Za výhru po 90 minutách byly 3 body, za prohru po 90 minutách nebyl žádný bod.
- 2019/2020: Z důvodu pandemie covidu-19 v Česku byl tento ročník z rozhodnutí FAČR ukončen po třinácti odehraných kolech.[54]
- 2020/2021: Tento ročník byl ukončen předčasně z důvodu pandemie covidu-19 v Česku.